# Piano Magic
Piano Magic (с англ. — «Фортепианная магия») — музыкальный коллектив, образованный летом 1996 года Гленом Джонсоном, Домиником Ченнеллом и Диком Рэнсом в Лондоне, Англия. Их звучание описывалось как эмбиент-поп, построк, индитроника, дарквейв, «артистичный барокко-поп» и «английский радиофонический саундскейп». Хотя в последующих релизах они выступали в традиционном формате группы, изначально они планировали основывать свои записи на небольшом составе и всех желающих внести свой вклад. Глен Джонсон был единственным оставшимся участником оригинального трио после распада группы в 2017 году.

## Дискография
Смотри статью «Дискография Piano Magic» в англ. разделе.
- Popular Mechanics, (i/Che, 1997)
- A Trick of the Sea, (Darla, 1998)
- Low Birth Weight, (Rocket Girl, 1999)
- Artists' Rifles, (Rocket Girl, 2000)
- Son de Mar, (4AD, 2001)
- Writers Without Homes, (4AD, 2002)
- The Troubled Sleep of Piano Magic, (Green UFOs, 2003)
- Disaffected (Darla, 2005)
- Part Monster (Important, 2007)
- Ovations (Make Mine Music, 2009)
- Life Has Not Finished With Me Yet (Second Language, 2012)
- Closure (Second Language, 2017)